# تام لیبشر
تام لیبشر (آلمانی: Tom Liebscher؛ زادهٔ ۳ اوت ۱۹۹۳) قایقران کایاک اهل آلمان است.
وی در مسابقات کشوری و بین‌المللی در مجموع برندهٔ ۱۱ مدال طلا، ۷ مدال نقره، ۲ مدال برنز شده‌است.